# 金大城
金大城(김대성, 700年—775年1月8日(农历774年12月2日))是新罗景德王时代的国相，建筑家和雕塑家，原籍庆州。

## 生平
金大城生于新罗都城西罗伐（现大韩民国庆尚北道庆州市），新罗时代历任中侍的宰相金文亮（김문량, 生年不详－ 711年）的儿子。 他从745年到749年历任中侍，并从新罗王室那里获得了伊赞官职。 据悉，从751年到774年，为了父母的长寿和国家安宁，创建了佛国寺，石佛寺(现在的石窟庵)，长寿寺等。 一然的《三国遗事》中有关金大城的传说。

## 有关金大城的传说
金大城是出生在庆州牟梁里的贫穷女人庆祖的儿子，因其头大，像城一样宽，所以取名"大城"。 据悉，由于京祖家境贫寒，无法抚养儿子，所以金大城在福安富人居住的房子里打短工，从福安给儿子耕田。
曾是佛教徒的金大城从兴伦寺的漸开大师那里听到这样的话:"如果喜欢布施，就会经常受到天神的保护，如果看到一个，就会获得万倍的利益，变得安乐长寿。" 有一天，漸开师来到福安居住的房子接受施主，福安向漸开师传达了"要把布50匹献给佛祖"的话。 对此，漸介大师传达了"福安会得到大福气"的话，金大城通过卖力把从福安得到的田地献给佛祖。
没过多久，金大城死了，但天空中"牟梁里的大城现在将重生在你家。"的声音，在金文亮的家重生。 没过多久，金文亮的妻子在生了儿子，儿子的左手，但是这四个字的"大城"的铁块。 据说，金文亮因此给儿子起名为"大城"。
有一天，金大城在吐含山猎到熊后，正在位于山下的村庄里睡觉，梦里变成鬼的熊向金大城抱怨道: "金大城杀了熊，熊也要吃金大城。" 对此感到惊讶的金大城向熊求饶，熊请求金大城为自己建造一座寺庙。 从睡梦中醒来的金大城决定停止狩猎，遵从佛教的教诲，在猎熊的地方建立了长寿寺。 金大城为现世的父母建造了佛国寺，为全世的父母建造了石佛寺。